# Tsuruhiko Kiuchi
Tsuruhiko Kiuchi (4 giugno 1954 – 1º dicembre 2024) è stato un astronomo amatoriale giapponese, di professione operaio.
Astrofilo giapponese noto anche fuori dal suo paese, Kiuchi ha costruito il proprio telescopio  e  ha osservato il cielo dalla città di Usuda, oggi conglobata nella città di Saku, situata nella prefettura di Nagano.

## Osservazioni e scoperte
Kiuchi si è occupato in particolare di comete. Ha coscoperto due comete, la C/1990 E1 Cernis-Kiuchi-Nakamura e la C/1990 N1 Tsuchiya-Kiuchi, ma è particolarmente conosciuto per aver riscoperto la 109P/Swift-Tuttle, la cometa che dà origine allo sciame meteorico delle Perseidi. Kiuchi è stato anche scopritore indipendente della 97P/Metcalf-Brewington, più precisamente della riscoperta di questa cometa.

## Riconoscimenti
Gli è stato dedicato un asteroide, 5481 Kiuchi .